# 耶尼斯河
61°42′34″N 30°59′37″E / 61.70944°N 30.99361°E

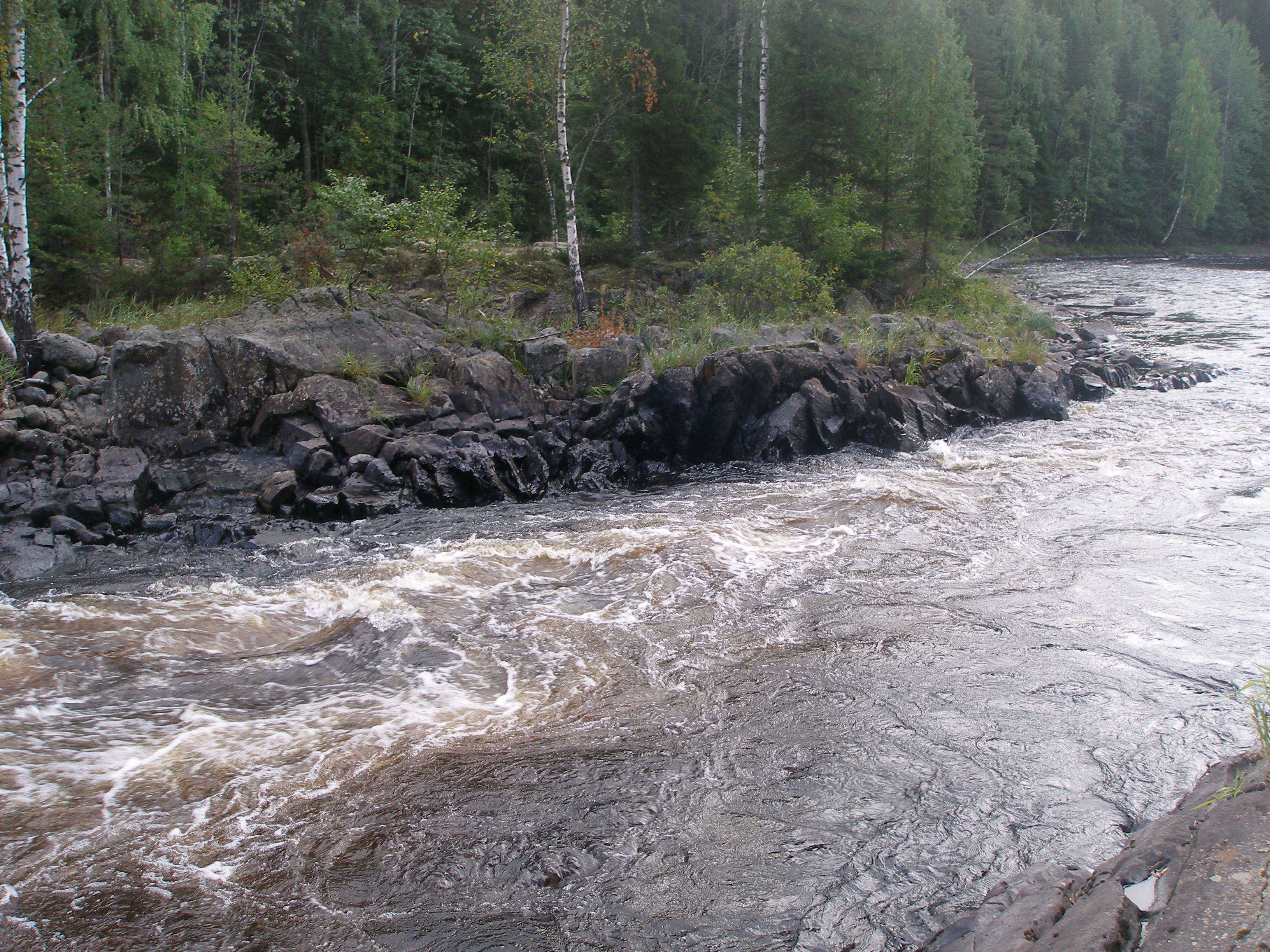
耶尼斯河

耶尼斯河（芬蘭語：Jänisjoki），是北歐的河流，位於芬蘭和俄羅斯，流經亞尼斯湖（耶尼斯湖），最終注入拉多加湖，河道全長95公里，流域面積3,861平方公里，該河道有多處急流。